# Psednura
Psednura är ett släkte av insekter. Psednura ingår i familjen Pyrgomorphidae.
Kladogram enligt Catalogue of Life:
| Psednura | \| \| Psednura longicornis \| \| \| \| \| \| Psednura musgravei \| \| \| \| \| \| Psednura pedestris \| \| \| \| |
|          | \| \| Psednura longicornis \| \| \| \| \| \| Psednura musgravei \| \| \| \| \| \| Psednura pedestris \| \| \| \| |
|          | Psednura longicornis                                                                                             |
|          | |
|          | Psednura musgravei                                                                                               |
|          | |
|          | Psednura pedestris                                                                                               |
|          | |